# Ukraińskie Studenckie Stowarzyszenie Techniczne „Osnowa”
Ukraińskie Studenckie Stowarzyszenie Techniczne „Osnowa” – organizacja młodzieżowa okresu II RP zrzeszająca ukraińskich studentów Politechniki Lwowskiej. Została rozwiązana na początku 1924 przez Dyrekcję Policji we Lwowie pod zarzutem udzielania pomocy tajnym uczelniom ukraińskim.